# زاتش بيل
زاتش بيل هي سلسلة مانغا يابانية نشرت في مجلة شونن سندي الأسبوعية في الفترة من يناير 2001 حتى ديمسبر 2007 من قبل شركة شوغاكوكان وتم جمعها في 33 تانكوبون.